# Gargara makalakae
Gargara makalakae är en insektsart som beskrevs av William Lucas Distant 1908. Gargara makalakae ingår i släktet Gargara och familjen hornstritar. Inga underarter finns listade i Catalogue of Life.